# Indigene Religionen Südamerikas

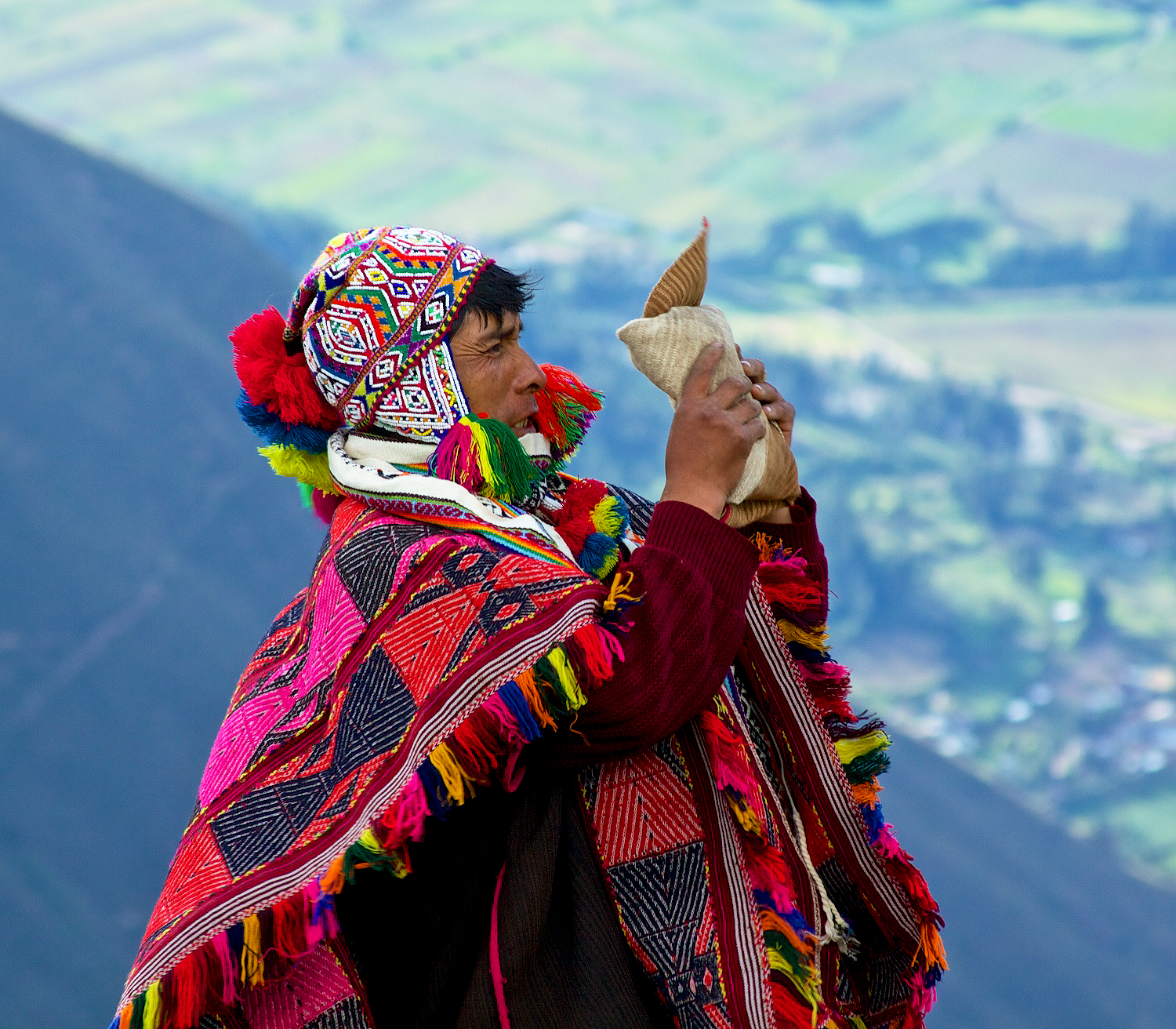
Ein Q'ero-Priester aus den peruanischen Anden ruft die Berggeister, die ein Paket von Zeremonialgegenständen mit ihrer Macht füllen sollen. Indigene Religiosität ist in Südamerika heute noch in vielfältigen Formen präsent

Die indigenen Religionen Südamerikas umfassen alle ethnischen Glaubensvorstellungen der Eingeborenen Südamerikas.
Die Bevölkerung Südamerikas umfasst zahlreiche sehr heterogene Ethnien und Sprachfamilien mit ebenso heterogenen Gebräuchen, also auch unterschiedlichen Glaubensvorstellungen und -praktiken. In den ethnischen Religionen haben nach dem Untergang der mesoamerikanischen und andinen Staatskulte vor allem die Elemente der alten Volksfrömmigkeit überlebt und ganz unterschiedliche religiöse Systeme ausgeprägt, und zwar trotz der massiven und gewalttätigen Herrschaft der spanischen bzw. portugiesischen Kolonialmächte, die allenfalls die Variationsbreite gemindert hat, ohne dass aber die Überformung durch das Christentum dieses „Heidentum“ verhindert hätte. Insgesamt bewahrten die südamerikanischen Religionen trotz dieser Hindernisse und Zwänge ihren Charakter.
Die Grundelemente aller südamerikanischer Religionen sind mehr oder weniger animistisch, das heißt, alles ist beseelt und die Welt wird von guten und bösen Geistern, Seelen, Hexen, Zauberern usw. bevölkert, die Schaden bewirken können, wenn die korrekten Rituale nicht eingehalten werden. Vorzeichen, Amulette und Träume sind sehr wichtig. Bei allen südamerikanischen Indigenen ist eine tiefe spirituelle Bindung an ihren Lebensraum vorhanden. In vielen Religionen glaubten die Menschen, sie könnten sich in Tiere verwandeln und anderen derart die Lebenskraft entziehen. Glaube und Frömmigkeit als solche sind entsprechend nicht sehr wichtig, hingegen sind es die Rituale und ihre korrekte Einhaltung. Dasselbe gilt für die Integration des Einzelnen in formelle religiöse Hierarchien von Sippe und Stamm.
Was das Weiterleben ritueller Traditionen in Südamerika angeht, so ist hier sehr häufig eine auffällige Vermischung mit dem Katholizismus zu beobachten und in ganz Lateinamerika finden sich daher noch derart beeinflusste alte Kulturmuster. Das ist nicht überraschend, denn die Subsistenzstrategien der ländlichen Bevölkerung sind immer noch weitgehend dieselben wie seit jeher. Heiligenfeste werden von der Kirche mit Maskentänzen begangen, andere Riten finden in der Natur an heiligen Plätzen statt, wo wie früher geopfert wird, oft in Verbindung mit christlichen Zeremonien. Berge gelten als besonders heilig. Zur Beseelung, welche die Natur in den Augen der Menschen durch die hier besonders häufigen Katastrophen wie Erdbeben und Vulkanausbrüche zeigt (Pazifischer Feuerring), tritt das kosmische Grundprinzip, das nach wie vor die Vorstellungswelt beherrscht: Die Sonne erhebt sich im Osten über den heiligen Bergen und stirbt im Westen im Ozean und im Land der Toten. Sonne (männlich) und Mond (weiblich) sind häufig ein Paar, wobei der Sonne die meisten Kulte gewidmet sind.
In unzugänglichen Gebieten im Landesinneren Südamerikas – wohin sich viele Ethnien während der Kolonialzeit zurückzogen und wo die Europäer aus mangelndem wirtschaftlichem Interesse kaum einmal hinkamen – haben sich die meisten traditionellen Glaubensvorstellungen erhalten. Später ging von diesen Außenposten auch der stärkste Widerstand aus. Andere Gruppen wurden praktisch ausgelöscht, wenn sie der wirtschaftlichen Nutzung durch die Kolonialherren und ihre Nachkommen im Wege standen, die derart im Verein mit dem Klerus auch ihre katholische Religion und Kultur oft mit Gewalt etablierten, ein Trend, der mancherorts – etwa in Amazonien – bis heute und diesmal unter dem Aspekt der Globalisierung andauert, auch wenn sich inzwischen vermehrt indigene Politiker etablieren.
In der Moderne zeigten sich verschiedene Ethnien wie die Guaraní, Ticuna und Canela (ein Stamm der Ge-Sprachfamilie im Bundesstaat Maranhão) von Zeit zu Zeit für christlich-messianische Bewegungen anfällig, teils im Bestreben, derart die Unterdrückung durch die Euroamerikaner abschütteln und ein sorgenloses Leben in Wohlstand mit den althergebrachten Bräuchen verbinden zu können.

## Klassifizierung
Es ist prinzipiell nur in seltenen Fällen möglich bzw. sinnvoll, ethnische Religionen über die Grenzen ihrer tragenden Völker hinweg zu Gruppen zusammenzufassen. Für Südamerika trifft dies in besonderem Maße zu. Dennoch gibt es diverse Versuche, solche Gruppen zu bilden.

### Theologische Realenzyklopädie

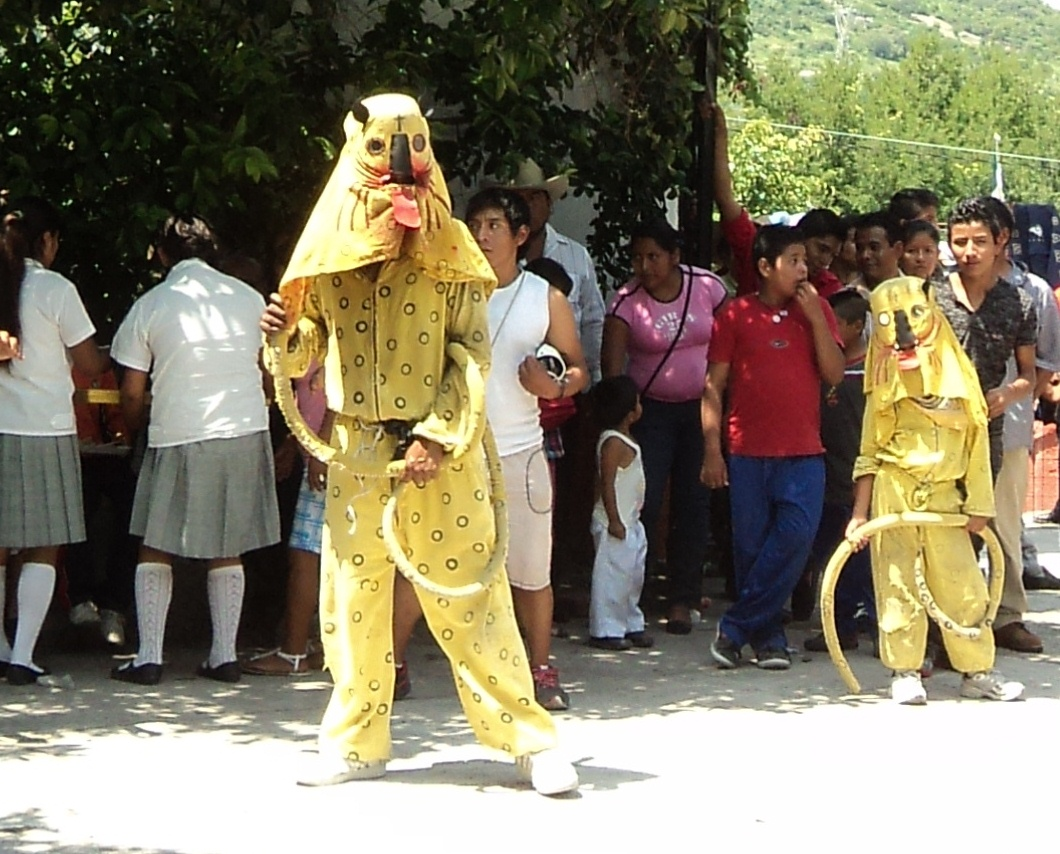
Jaguartanz: Der Jaguar wird von Mexiko bis Amazonien in vielen Religionen vergöttert

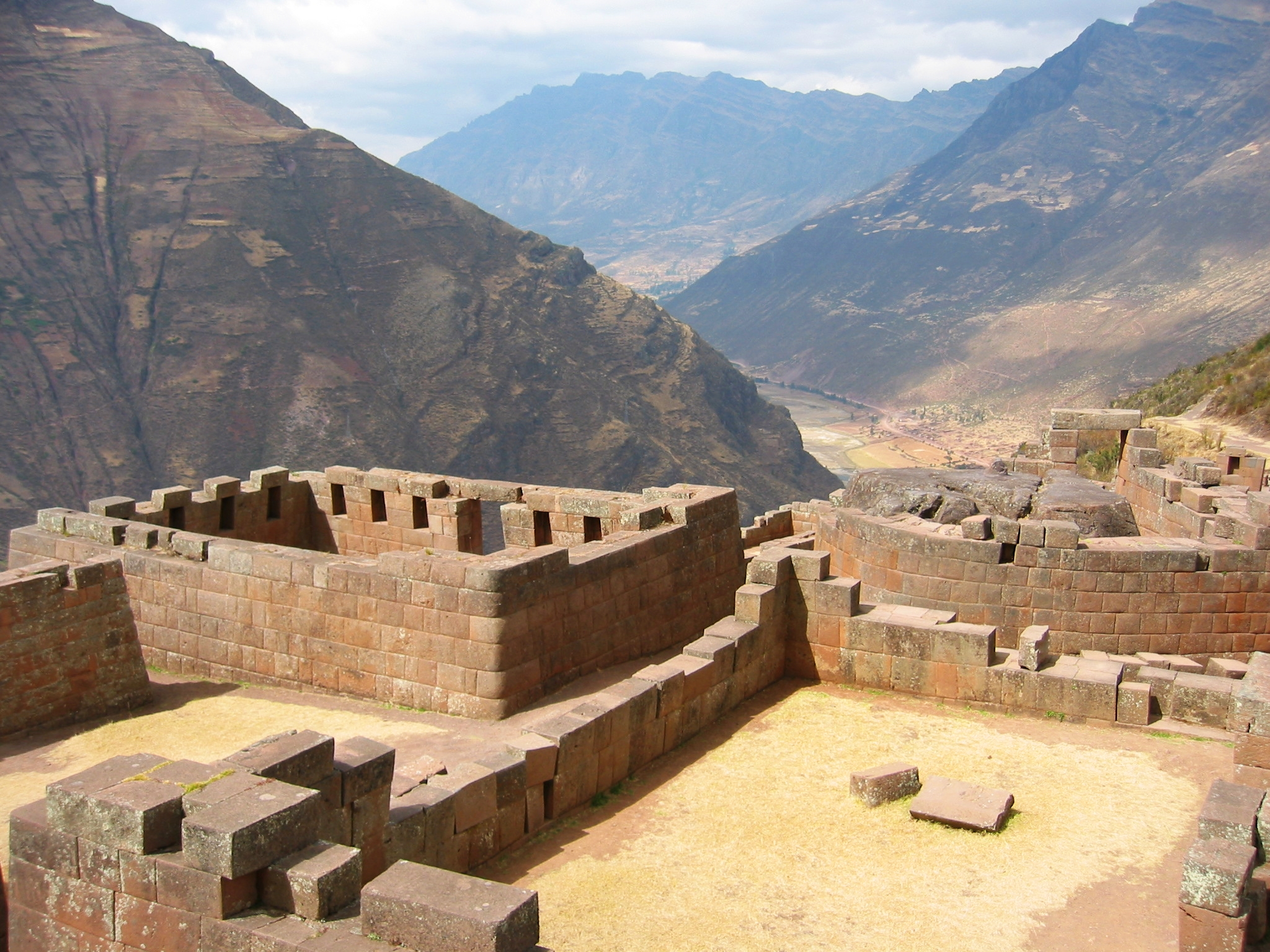
Inka-Sonnentempel von Pisac in Peru

Hans-Jürgen Prien hat für die Theologische Realenzyklopädie (TRE) drei Gruppen gebildet (die bezüglich der genannten „Kulturstufen“ allerdings auf überholte Theorien des unilinearen Evolutionismus verweisen):

#### Jäger, Fischer und Sammler mit oder ohne beginnende Landwirtschaft
Diese Gruppe umfasst die Stämme des tropischen Tieflandes, die zumeist Gartenbau mit Jagd und Fischfang kombinieren, sowie einige reine Jäger- und Sammlervölker (In der TRE nicht separat genannt, jedoch notwendig hinzu gehören auch die Jägervölker des Chaco und Patagoniens). Als gemeinsame Kennzeichen nennt er
- Verehrung von Kulturheroen, die ihnen das Pflanzen lehrten
- Magisch-kultische Riten
- Tiergeister und/oder Vegetationsgottheiten
- Geisterbeschwörer, die vor allem rituell auf das ökologische Gleichgewicht Einfluss nehmen und sich um die Seelen der Menschen und Tiere kümmern, um Gefahren durch böse Geister abzuwenden.

#### Völker der intermediären Kulturstufe
Prien bezieht diese Gruppe auf die beiden Kulturareale Zirkumkaribik und Anden-Ostrand, in denen sich deutliche Einflüsse der mesoamerikanischen- und andinen Hochkulturen feststellen lassen. Merkmale:
- Religiöse Vorstellungen wie im tropischen Tiefland, jedoch ergänzt durch einen differenzierten Kult nach dem Muster der Hochkulturen mit der Dreiheit: Tempel – Priester – Idole.
- Zudem klar bestimmbare Hochgötter (häufig assoziiert mit dem Jaguar)[5][7]
- Jedoch fließender Übergang zwischen Göttern, Menschen und Tieren.
- Ahnenkult und Opferkulte an die Götter
- Bau bestimmter Grabtypen, teilweise auch Tempel

#### Völker der Stufe der Hochkulturen
Für Südamerika gilt dies für den Bereich der Zentralanden:
- Die Religion war komplex, weil sie Elemente der anderen Stufen mit einbezog. So bildete im Inka-Reich der Kult des Sonnengottes Inti, zu dem der regierende Inka im Kindschaftsverhältnis gedacht wurde, die Reichsreligion, während die Verehrung der Götter der unterworfenen Staaten und die Religiosität der Sippen mit der Verehrung der Ahnengeister und der Schutzgeister fortdauerte.
- Herausbildung einer besonderen Priesterklasse für den Tempelkult, die sich vom Medizinmannwesen abhebt
- eher jenseitige Totenreiche als Einfluss der Toten auf die Lebenden wie bei den anderen Kulturen

### „Religiöse Kulturareale“ nach Mark Münzel

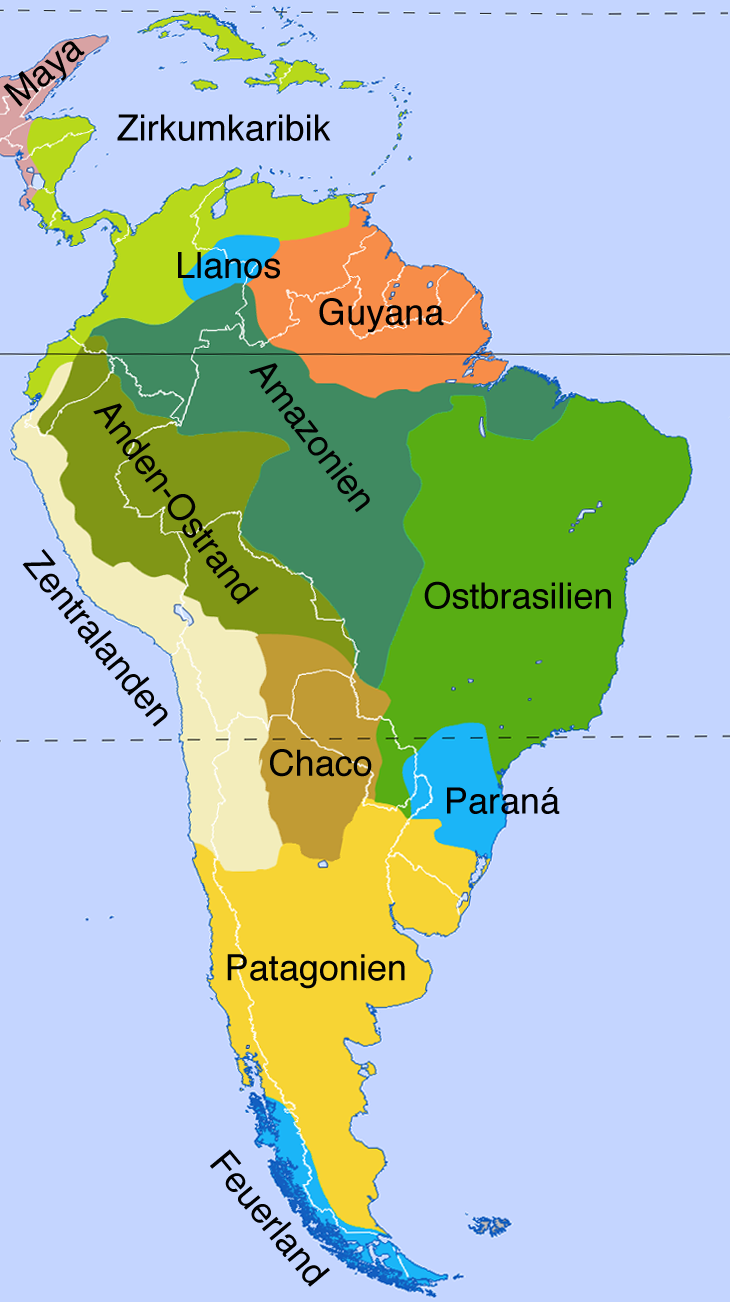
Kulturareale Südamerikas nach Münzel

Der deutsche Ethnologe Mark Münzel hat Ende der 1970er Jahre auf Grundlage der Arbeiten von Clark Wissler (1922) und Alfred Kroeber (1923) eine Einteilung Mittel- und Südamerikas in neun (bzw. elf) Kulturareale vorgelegt, die für jedes Areal auch eine Charakterisierung der dortigen Religionen enthält. Zu einer sehr ähnlichen Einteilung kam auch Julian Steward im Handbook of South American Indians sowie John Bierhorst mit seinen mythischen Regionen Südamerikas (1988). Da Münzel in vielen Fachpublikationen herangezogen wird, erscheint es sinnvoll, im Folgenden eine Zusammenfassung seiner Religionscharakteristiken – mit einigen Ergänzungen aus anderen Quellen – vorzustellen:

#### Zirkumkaribik
Im Norden des andinen Bereiches bestanden Kontakte zu den Hochkulturen Mittelamerikas als auch - Südamerikas, wie Gemeinsamkeiten in den Mythen zeigen (etwa im Zusammenhang mit dem Jaguar, der zum Teil als Personifizierung der Mutter Erde gesehen wird). Auch gab es starke Wechselwirkungen mit den karibischen Ethnien. In dieser Region ist ein deutlicher Hochgottglaube vorhanden, der allerdings überall frühe Einflüsse des Christentums aufweist. Dieser Gott ist oft ein Kulturheros, der den Anbau von Bananen und Mais und die Herstellung von Chicha (Maisbier) lehrte. Daneben glaubt man noch an eine Reihe anderer Götter und Geister. Im Gegensatz zu den Andenkulturen gab es dort keine Priester, sondern stattdessen verschiedene Arten von Medizinmännern, die teils große Macht hatten. Der bedeutendste Ritus ist die Initiation der Jugendlichen zum Erwachsenen. Der religiöse Alltag war früher vor allem der Krankenheilung gewidmet.

#### Zentralanden
Obwohl die andinen Kulturen erheblich von den Europäern beeinflusst wurden und die Menschen sich heute zumeist Christen nennen, sind traditionelle religiöse Praktiken noch weit verbreitet und vermischen sich teilweise mit dem Katholizismus. Vielerorts wird zudem noch scharf getrennt zwischen diesem synkretistisch durchsetzten Christentum der „Weißen“ und Mestizen einerseits und den indigenen Religionen andererseits, die allerdings heute auch gewisse „gleichberechtigte“ christliche Elemente enthalten. So wird etwa in der wichtigen andinen Göttin Pachamama ganz bewusst sowohl die traditionelle, nicht personifizierte Mutter Erde, als auch die Verehrung der Jungfrau Maria gesehen.
Das einstige Inka-Reich deckt sich in etwa mit dem Staatsgebiet des heutigen Peru. Es erstreckte sich aber in seiner größten Ausdehnung bis nach Bolivien, Ecuador, Argentinien und Chile. Die Inka-Mythen wurden nie völlig vergessen und sind teils bis heute lebendig, etwa im Mythos des Inkarrí (eine Zusammensetzung aus Inka und span. rey = König), des ersten Menschen, in dem Berggeister (apus) eine wichtige Rolle bei der Erschaffung von Sonne und Menschen spielen.
Typisch für die christlichen Elemente in der heutigen zentralandinen Religion ist die prinzipiell negative Eingliederung der christlichen Elemente: Gott achtet wenig auf die Menschen und Jesus sowie die Heiligen symbolisieren die Konquistadores, die den Indianern das Land raubten; der Katholizismus wird mit Grausamkeit und Angst gleichgesetzt, während die alten Gottheiten und Mächte für das fruchtbare Leben stehen. Diese Kritik an der Mission ist bereits in der Inkarrí-Mythe sichtbar.
Noch heute werden viele der komplizierten überlieferten Riten durchgeführt; je abgelegener ein Dorf, desto offener und intensiver. Dazu zählen auch Opfer-Rituale zur Erhaltung der Fruchtbarkeit des Bodens oder der Lamas, bei denen etwa Tiere geopfert werden. Auch die immer noch vorhandenen religiösen Spezialisten gehen auf das Inkareich zurück: Es gibt drei Priesterklassen (die je nach Rang zu unterschiedlichen Göttern und Geistern sprechen; opfern und heilen darf), Pflanzenheiler und verschiedene Wahrsager und Magier.
Nach wie vor glauben die Indígenas der Anden an die zwei menschlichen Seelen Animu und Alma (die allerdings bereits auf christliche Einflüsse zurückgehen könnten): Animu entspricht dem Charakter eines Menschen, der sich unter dem Einfluss von Angst oder bösem Zauber vom Menschen entfernen kann, während Alma die überdauernde Seele darstellt, deren Trennung vom Körper den Tod bedeutet. Im Jenseits, wo Gott – assistiert von Kolibris – Gericht hält, müssen die Totenseelen der Indianer auf Blumenfeldern oder beim Bau von Straßen und öffentlichen Gebäuden arbeiten. Weiße und Mestizen dürfen sich hingegen ausruhen.
Siehe auch Religion der Inka

#### Guyana (sowie marginale Gruppen im Llanos)

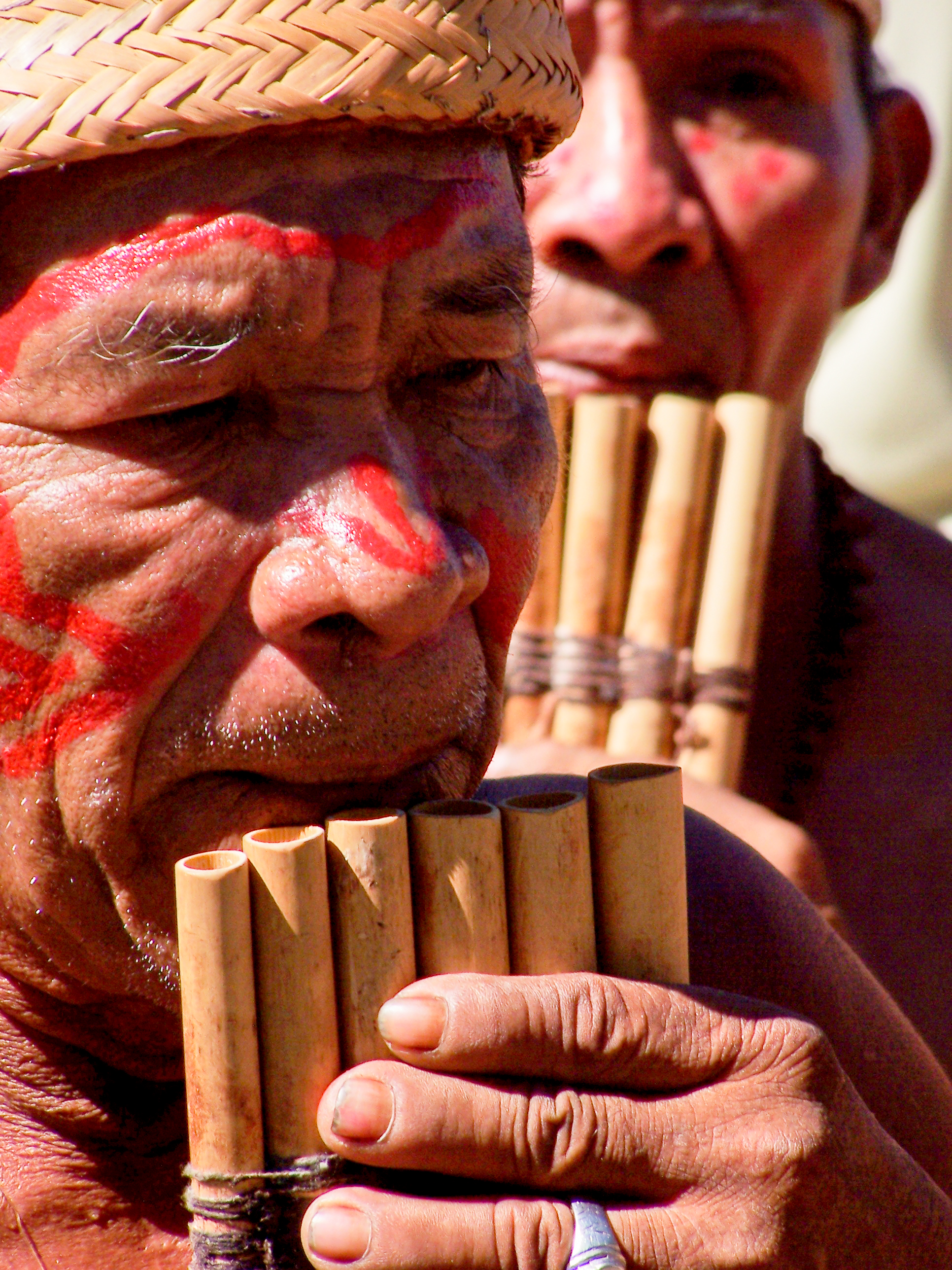
Medizinmänner mit Panflöten aus Süd-Venezuela

Die Spiritualität dieser Region basiert vor allem auf den ewigen Kreisläufen der Natur, die sich im menschlichen Leben widerspiegeln. Die Indigenen Guyanas kennen in der Regel keine anthropomorphen Götter. Stattdessen glaubt man an eine pantheistische Weltseele. Oftmals gilt die Sonne als ihre sichtbare Äußerung. Darunter gibt es eine umfangreiche, animistische Geisterwelt, wobei Tiergeister als Manifestationen der Weltseele gelten (Dieses Konzept erinnert an Manitu und ähnliche Ideen aus Nordamerika). Jeder Mensch hat einen persönlichen Schutzgeist, der in Gestalt eines anderen Lebewesens auf Gedeih und Verderb an den Menschen gebunden ist (→ Alter Ego). Es gibt jedoch auch den Glauben an böse Geister, die Krankheiten bringen. Die Medizinmänner – die hier besonders mächtig sind – treiben solche bösen Geister mit theatralisch inszenierten Ritualen aus. Dazu nutzen sie Rauschmittel, die geschnupft werden.

#### Amazonien
Im Wesentlichen stimmen die Religionen Amazoniens mit Guyana überein. Unterschiedlich ist der Glaube an diverse Gottheiten und die Wichtigkeit und Häufigkeit religiöser Riten und - Feste. Da die meisten Völker neben der Jagd auch Garten- oder Wanderfeldbau betreiben, wird häufig eine Erdmutter verehrt, die man für das Wachstum der angebauten Pflanzen zuständig hält. In Amazonien haben die Medizinmänner nicht so einen hohen Status.
Die Regenwald-Ethnien des Tieflandes leben in kleinen Gemeinschaften, von denen jede ihre eigenen, unverwechselbaren Mythen besitzt, die als Nabelschnur zwischen Gegenwart und Vergangenheit dienen und die inhaltlich auch von anderen Völkern verstanden werden können. Claude Lévi-Strauss sah diese als Bestandteil von Transformationsprozessen, die eine gemeinsame Grundhaltung repräsentieren und einer gemeinsamen Logik folgen. Somit verfügen die Ureinwohner dieses riesigen Gebietes über keine gemeinsamen Götter und Kulturheroen, jedoch über einen gemeinsamen kulturellen Hintergrund, in den die Mythen eingebettet und auf den sie bezogen sind. In mythischen Welten treten Menschen als Tiere und Tiere als Menschen auf und verwandeln sich ineinander (siehe: Alter Ego). Weit verbreitet ist der Mythos von der Anakonda als Herrin der Kulturpflanzen und dem Jaguar als Herren des Feuers, der das ständige Ringen zweier Grundprinzipien aufzeigt (ähnlich den nordamerikanischen Mythen vom Kampf zwischen Donnervögeln, Unterwasserpanthern und gehörnten Riesenschlangen). Grundlage allen Glaubens ist dabei die Bewahrung der idealen und harmonischen Beziehungen, die zwischen allen existierenden Kräften eingehalten werden müssen, damit die Gemeinschaft überleben kann.

#### Anden-Ostrand

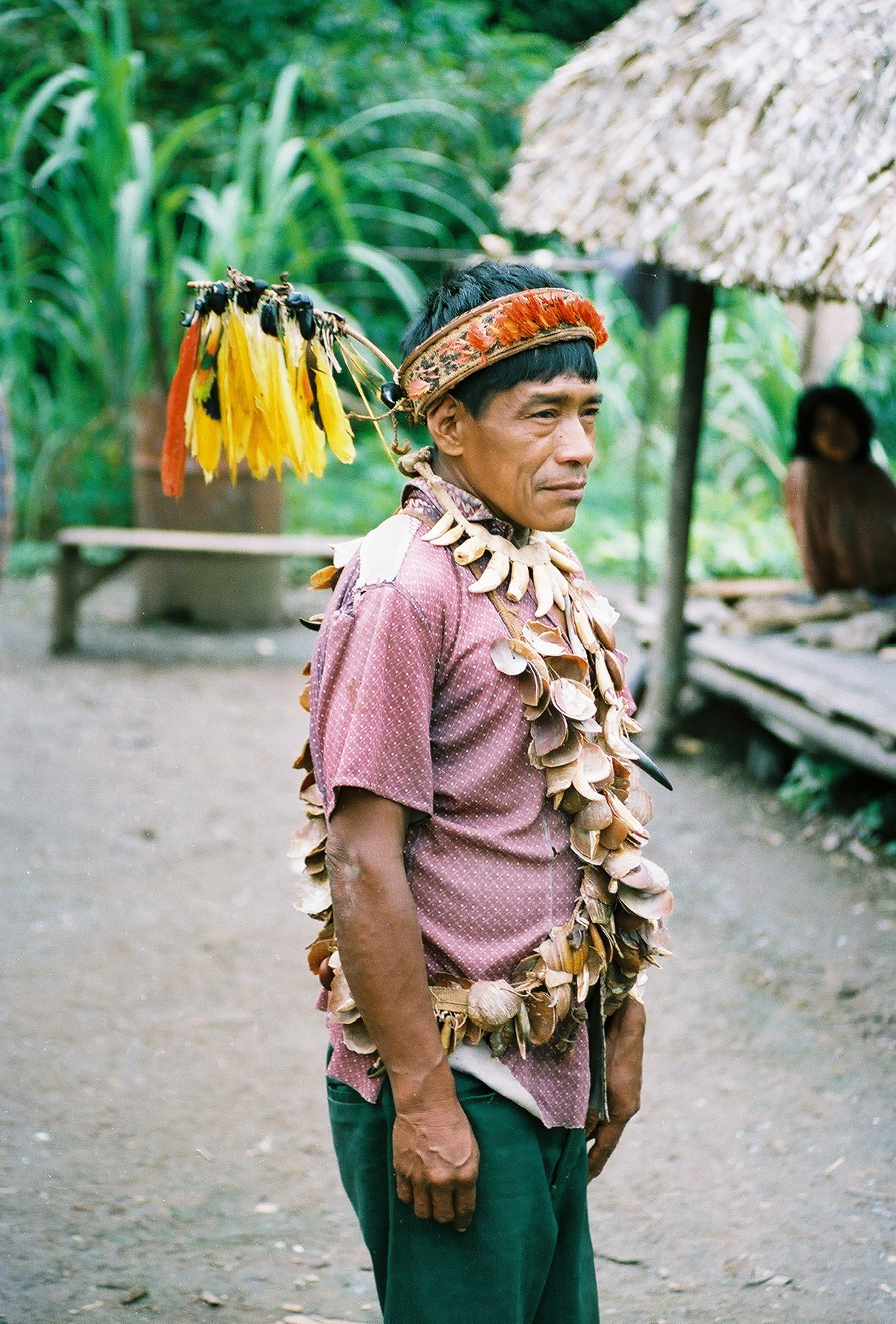
Medizinmann der Urarina aus der nordperuanischen Region Loreto (1988)

Am regenwaldbestandenen Ostabhang der Anden entspricht die religiöse Grundstruktur dem Amazonas-Tiefland. Das Wohlergehen der Regenwaldvölker hängt auch dort von der Kontrolle der zahllosen übernatürlichen Kräfte ab, die persönlich oder unpersönlich Dinge der Umgebung, Tiere, Pflanzen – ja die Natur als solche – bewohnen. Mit Hilfe schamanischer Riten oder kollektiver Zeremonien muss der Mensch diese universale Harmonie bewahren und derart die Mächte im Universum kontrollieren, deren günstige oder ungünstige Auswirkungen wiederum vom Verhalten der Menschen bestimmt werden. Magische Mittel spielen dabei eine wichtige Rolle. Dabei gibt es gute und böse Geister bzw. Dämonen, und viele Pflanzen und Tiere wie Maniok oder Jagdtiere haben einen Herrn oder auch eine Herrin der Tiere als Schutzgottheit oder -geist, deren Wohlwollen erbeten werden muss.
Eine Besonderheit der Ritualkultur der Ostanden ist der Bezug zu Drogen – oft Tabak, Alkohol oder Kokablätter –, meist aber viel stärkeren Substanzen: Ayahuasca ist als halluzinogene Droge sowohl unter Medizinmännern wie Laien verbreitet, etwa bei den Urarina oder Shuar. Die dadurch herbeigeführte Trance kann sehr stark sein und wird oft für die einzig reale Welt gehalten, während die Realität für eine Illusion gehalten wird. Teilweise ist die Drogeneinnahme nur den Geisterbeschwörern vorbehalten, in manchen Völkern werden sie und die mit ihnen einhergehenden magischen Praktiken aber von allen Menschen eingesetzt, die sich für berufen halten.
Fast alle südamerikanischen Mythologien kennen einen Schöpfer des Universums und des Menschen (hier oftmals der Jaguargott), dem aber meist kein Kult gewidmet ist, da er kein weiteres Interesse an seiner Schöpfung zeigt. Vielmehr sind es Kulturheroen, die diese Schöpfung in für Menschen günstige Weise mit sozialen Techniken, Kulturpflanzen, Fertigungsmethoden, Bräuchen, Wissen usw. ausfüllen. Auch in den Anden-Urwäldern gibt es keine solchen Hochgötter; das Schicksal des Menschen wird hier vor allem durch seine Eigeninitiative bestimmt. In allen Religionen dieser Region sind Elemente aus den Zentralanden zu finden.
In Westbrasilien nutzen moderne synkretistische Religionen wie Santo Daime und União do Vegetal Elemente der traditionellen Kulte, vor allem die Ayahuasca-Trance, wodurch eine Verbindung zum Geisterreich und von dort aus göttliche Führung erwartet wird.

#### Ostbrasilien (sowie marginale Gruppen in Paraná)

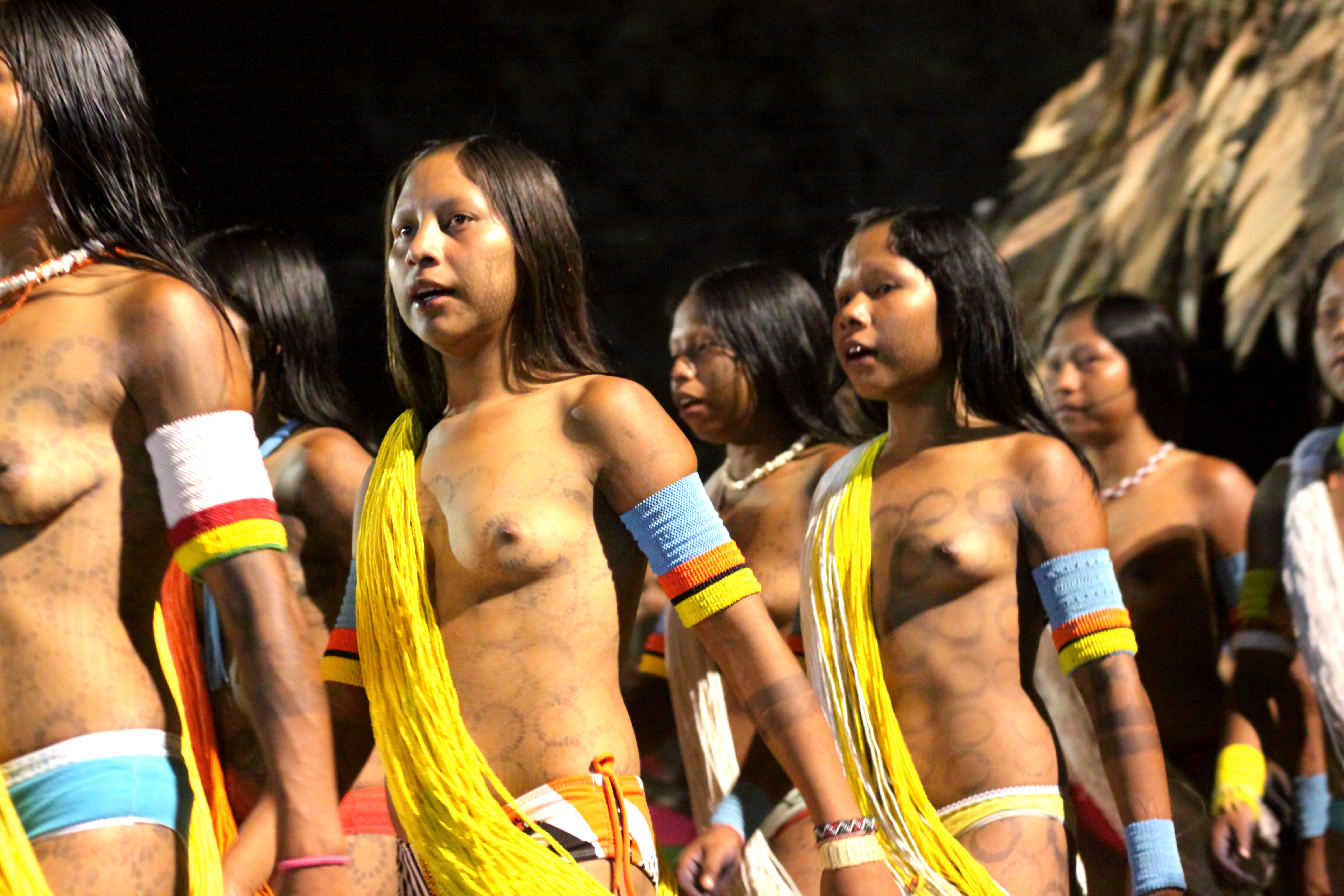
Kayapo-Mädchen vom Rio Xingu (Brasilien) bei einer Tanz-Zeremonie

Auch die Religionen in Ostbrasilien entsprechen im Wesentlichen dem Amazonas-Tiefland. Die Medizinmänner sind hier noch weniger bedeutend als dort. Ebenfalls werden keine Rauschmittel verwendet. Stattdessen kommt den gemeinschaftlichen Zeremonien noch mehr Bedeutung zu. Sie dienen vielfach als Initiationsfeiern und zur rituellen Darstellung der Gegensätze in der Welt, die im Glauben Ostbrasiliens eine vorrangige Rolle einnehmen.
Bei den Guaraní stand der Kontakt mit den Göttern im Zentrum. Die Bestattungsbräuche waren sehr verschieden und reichten von der Urnen- zur Erdbestattung bis zur Sekundärbestattung etwa der Knochen und zum Endokannibalismus.
Gerade die marginalen Gruppen, die häufig nomadische Jäger und Sammler waren, machen mit ihren abweichenden Vorstellungen die große Heterogenität der südamerikanischen Religionen deutlich und konterkarieren die Klassifizierungsversuche: So glauben etwa die Aché aus dem Osten Paraguays an einen Wiedergeburtskreislauf von Mensch zu Mensch über einen Zwischenaufenthalt in Tieren oder Pflanzen. Wie bei Jägern häufig, besteht für sie eine mystische Einheit des Menschen mit der Natur und ihren Kreisläufen, so dass die Vernichtung ihres Lebensraumes sie nicht nur materiell, sondern auch spirituell besonders hart trifft.

#### Chaco
Die Religionen der Chaco-Völker gehen zwar wie in allen Tiefland-Kulturen ebenso von der Existenz guter und böser Geister aus, doch die wesentliche transzendente Vorstellung ist hier ausgesprochen anders: Die Ursache der Welt – der wahrnehmbaren „äußeren Realität“ – ist eine nur der menschlichen Seele zugängliche abstrakte „innere Realität“ bzw. -Kraft (siehe auch: Pantheismus). Diese Kraft äußert sich etwa in Tieren als deren Seele. Göttliche Wesen sind hingegen unbekannt. Medizinmänner sind in der Lage, sich durch Zauberlieder in eine leichte Trance zu versetzen, um sich dann in eine Tierseele zu verwandeln und in die Geisterwelt zu reisen. Dort verbünden sie sich mit guten Geistern und bekämpfen böse Geister. Die einzelnen Geister galten alle als gleich stark. Die Versenkung wurde durch intensives Tabakrauchen oder das Schnupfen eines Pulvers aus einem mimosenähnlichen Gehölz (Anadenanthera peregrina) erzeugt und die Reise galt der Heilung von Kranken. Diese Vorstellungen galten vor und nach der Periode der Chaco-Reiterkulturen. Währenddessen (17. bis 19. Jahrhundert) wurden die traditionellen Konsensdemokratien zum Teil durch Kazikentümer ersetzt und einige religiöse Vorstellungen der patagonischen Völker übernommen. Dies war jedoch – wie gesagt – nur vorübergehend.

#### Patagonien

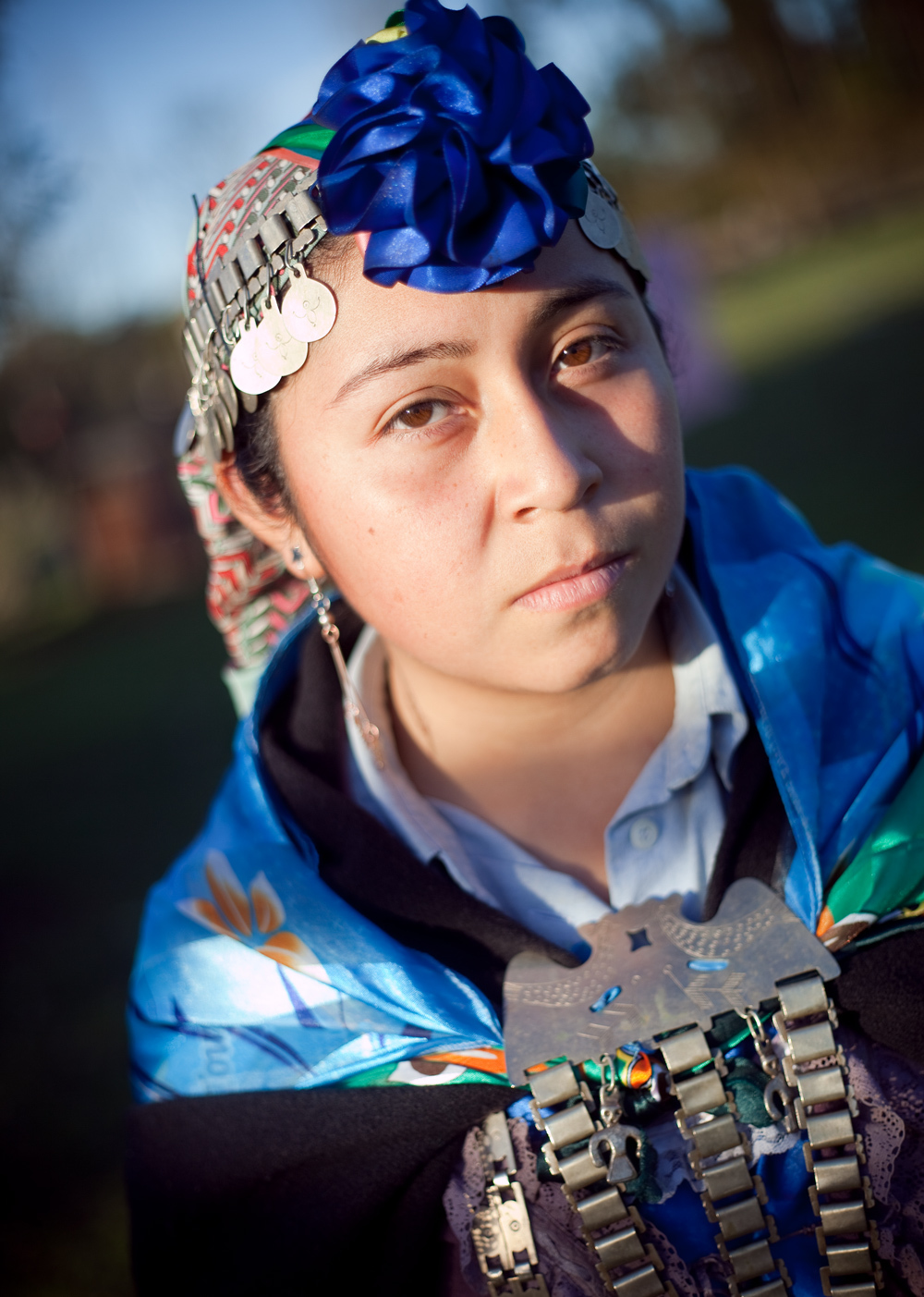
Soledad, mit 16 Jahren die jüngste Machi-„Schamanin“ der Mapuche (2009)

Die südlichen Anden sind vor allem der Bereich der Mapuche, die eine komplexe Mythologie besitzen. Der oberste Gott der Mapuche – allmächtiger Schöpfer und Sonnengott – ist Gynechen (Ngenechén oder Ngünechén). Darüber hinaus gibt es weitere Gottheiten (vor allem personifizierte Gestirne), gute und böse Geister sowie heilige Tiere (u. a. das Pferd, das erst mit den Spaniern eingeführt wurde). Besondere Kennzeichen der Mapuche-Religion sind die großen religiösen Feste und dabei besonders We Tripantu, das neue Jahr der Mapuche. Zudem kollektive Bitt- und Dankesrituale, in denen Tieropfer eine wichtige Rolle spielen. Beides weist auch Kontakte zum Christentum auf.
Ein ganz anderer Bezug wird hingegen häufig hergestellt, wenn von den Machi – meist weiblichen „Schamanen“ – die Rede ist: Ihr Dasein und Tun erinnert so stark an den sibirischen Schamanismus (etwa die Himmelsleiter-Symbolik, Trommel-Ekstase, Jenseits-Reisen, Hilfsgeist, göttliche Berufung), dass der Begriff Schamanismus in Zusammenhang mit den Mapuche häufig genannt wird – obwohl es sich aller Wahrscheinlichkeit nach nur um eine zufällige analoge Entwicklung handeln kann. Hier homologe Bezüge zu Sibirien herzustellen, gilt heute als höchst spekulativ. Der heutige Glaube der Mapuche ist trotz offiziell christlichen Überbaus nach wie vor ein „katholisch durchsetztes Heidentum“.
Die gras- und strauchbestandenen Ebenen östlich der Anden waren früher das Wohngebiet der Tehuelche. Auch sie hatten personalisierte Götter mit einem Hochgott und brachten ihnen Tieropfer. Zudem kannten sie verschiedene Kulturheroen, sowie eine große Zahl von Geistern. Auch bei den Tehuelche hatten die Geisterbeschwörer eine wichtige Stellung inne und das Pferd wurde seit der Araukanisierung ebenfalls verehrt.

#### Feuerland
Auf der südlichsten Spitze Südamerikas widmeten sich Feuerlandstämme wie die Kawesqar und Yámana dem Sammeln von Muscheln und anderer Nahrung aus dem Meer. Ihre Religion wurde von einem höchsten Wesen beherrscht, das für den Zugang von Nahrung und für die Gesundheit der Menschen sorgte. Es gab Medizinmänner, denen übernatürliche Kräfte zugeschrieben wurde und man glaubte, sie könnten unter anderem das Wetter beeinflussen. Vorrangig waren sie jedoch als Heiler tätig. Ihre  Macht erhielten sie durch tote Vorfahren und Schutzgeister. Auch bei den Feuerland-Indianern gab es gemeinschaftliche Rituale wie überall in Südamerika.